# 内藤元貞
内藤 元貞（ないとう もとさだ）は、室町時代の武将。細川氏の家臣。丹波国守護代。丹波八木城主。
丹波内藤氏は代々丹波守護・細川氏に仕え、守護代を務めた。
応仁元年（1467年）6月8日、応仁の乱の西軍山名氏の領国の但馬、因幡、伯耆、備後の軍勢が丹波に攻め入ると、東軍であった内藤備前守（元貞）は国境の天田郡夜久郷でこれを迎え撃ったが敗北し、叔父の内藤貞徳らが討ち取られ、上洛を許した（井鳥野合戦之事）。応仁2年（1468年）3月20日には、内藤（元貞）が但馬国朝来郡に攻め込み、太田垣氏と戦っている（但州合戦之事）。
同年9月3日、内藤備前守（元貞）は、久下、永澤、荻野、本庄、足立、蘆田を率い、大江山（大枝山）を越えて谷ノ堂、峯ノ堂、梅津、桂に兵を進め、嵯峨の天龍寺に火を放った。挟撃される形となった西軍の山名宗全は宮田教言を派遣し、斯波義廉、畠山義就、大内政弘の兵も嵯峨に向かった（醍醐山科合戦之事）。細川勝元は西軍本陣を超えて援軍を送れず代わりに船岡山を攻め落としたが、元貞は宮田教言らの兵に押され、大江山に退却し守りを固めた（舟岡山合戦之事）。
応仁の乱の終結後の文明11年（1479年）、一宮氏の年貢免除を守護代内藤（元貞）が認めず、一宮方三十人程が討たれたため、一宮宮内大輔が細川政元を拉致して、一揆を起こした。内藤元貞は政元の代わりに細川勝之を擁立し庄氏や安富氏と共に一宮氏討伐を行ったが、一宮賢長が一宮宮内大輔を討ち細川政元を解放したため、事無きを得た。
文明14年（1482年）、内藤元貞は罷免され、次の丹波守護代には上原賢家が就任した。しかし、上原賢家、元秀親子は度々、丹波国人と諍いを起こしたため、明応4年（1495年）、内藤氏は丹波守護代に復任した。